# 何猷亨
何猷亨（葡萄牙語：Arnaldo Ho Yau Heng，1993年7月28日—），香港出生，是何鴻燊博士與澳門立法會議員梁安琪之子，現職尚嘉國際控股有限公司董事，澳門主題公園渡假村股份有限公司（澳門葡京人）董事等職務。他是現任中國人民政治協商會議上海市委員會委員、香港保良局甲辰年第四副主席及澳門菁英會第三屆主席、香港島各界聯合會永遠名譽會⾧、香港青年聯會常務會董及香港政協青年聯會第五屆執行委員等職務，曾被喻為保良局最年輕總理。何猷亨畢業於英國倫敦大學國王學院，兼修多項專業課程，並於2024年取得英國倫敦帝國學院企業管理碩士學位。

## 工作及創業經歷
何猷亨24歲畢業後回澳門，2015年進入澳門博彩股份有限公司擔任主要領導職務，掌管上葡京發展項目，2018年創辦澳門主題公園渡假村股份有限公司，並打造首個以澳門為主題的綜合度假村——澳門葡京人。何猷亨先生自幼得父親何鴻燊博士和母親澳門立法會議員梁安琪『愛國愛澳』精神言傳身教，積極關心社會事務，於2016年加入澳門社會服務中心擔任理事長一職，並於2017年改選成為副會長，兼任中心青年委員會主任，並擔任澳門菁英會第三屆主席和香港保良局甲辰年第四副主席等社會職務，推動青年積極參與社會公益事務。
何猷亨自幼喜愛體育運動，一直以來積極推動大眾體育項目，曾舉辦足球比賽、籃球比賽及乒乓球比賽等，積極推動大眾體育及體育專項競技比賽兩線同步發展。

## 主要職務
- 中國人民政治協商會議上海市第十三、十四屆委員會委員
- 澳門菁英會第三屆主席
- 香港保良局甲辰年第四副主席
- 澳門主題公園渡假村股份有限公司（澳門葡京人）董事
- 尚嘉國際控股有限公司董事
- 香港東區撲滅罪行委員會成員